# Oktopamin
Oktopamin, zvaný též norsynefrin, je neurotransmiter, který se vyskytuje v nervovém systému bezobratlých a také v některých rostlinách, např. v citronech . Strukturou se podobá některým jiným biogenním aminům - noradrenalinu, adrenalinu a dopaminu. Jméno oktopamin pochází od slova „octopus“, chobotnice, protože byl poprvé izolován roku 1948 ze slinných žláz chobotnice italským vědcem Vittoriem Erspamerem.
Při biosyntéze vzniká oktopamin z tyrosinu, který je pomocí enzymu tyrosindekarboxylázy přeměněn na tyramin. Enzym tyramin-β-hydroxyláza potom přeměňuje tyramin na oktopamin.

## Fyziologická funkce
Oktopamin slouží k řízení komplexních vzorců chování u bezobratlých (sociální chování, příjem potravy, kladení vajíček), reguluje agresi a ústup při vzájemných soubojích (u hmyzu a raků), zvyšuje vzrušivost svalových buněk a podílí se na metabolických pochodech v orgánech sloužících ke světélkování.
Známými antagonisty oktopaminu jsou chlorpromazin, fentolamin a cyproheptadin.

## Využití
Vzhledem ke svým fyziologickým vlastnostem je používán jako součást doplňků stravy, ve kterých má přispívat k spalování tuků. Účinnost těchto přípravků ale nebyla prokázána. Kromě toho ale oktopamin zvyšuje krevní tlak, zejména je-li využíván spolu s jinými prostředky na hubnutí nebo stimulanty.